# 中岛 (西沙群岛)
中岛，是西沙群島宣德群岛“七连屿”其中一部分，又称“二岛 ”，地理坐标为北纬16°57'19"，东经112°19'27"，面积0.13平方公里，归属海南省三沙市西沙区七连屿村管辖。目前已经开放七连屿旅游。 

## 歷史
- 1996年，中国政府发布关于领海范围的声明，中岛是中国领海基点之一。